# 東張西望
《東張西望》（英語：Scoop）是電視廣播有限公司的一個綜合資訊節目，提供新聞和娛樂和其他資訊。本節目由2005年6月6日起，逢星期一至五19:30-20:00（香港時間）於翡翠台播出，並於2019年3月3日起更改為每天播映，並於myTV（後為myTV SUPER）提供「節目重溫」。北美OTT則由TVBAnywhere North America每日同步更新。

## 歷史
節目在2005年6月6日起啟播，以替代先前的同類型娛樂新聞節目《娛樂大搜查》。節目內容以娛樂新聞及藝人貼身追訪為主，亦會穿插無線電視劇集和藝員的最新動向。2007年12月31日改用16:9技術製作，同步在翡翠台及高清翡翠台播出。
2009年3月30日起，節目改版重置主持班底，大幅增加時事新聞內容，娛樂新聞比例降至兩到三成，縮減的內容轉至深夜《娛樂頭條》節目中。
2010年9月10日，廣管局審議兩宗投訴此節目在2010年1月及2月違反了把節目材料與廣告材料混合，節目過分突出商業產品及服務的規定；決定向無綫電視施加罰款港幣4萬港元。
2015年12月30日，《東張西望》舉行記者會，宣佈2016年1月4日起節目進行大革新，再次更換主持班底，並以社會熱點及民生議題作為主要內容，接受觀眾whatsapp報料，形式與多年前無線節目《城市追擊》靠近，而主持更可以加入自己意見自由發揮。1月4日同時更換全新片頭和佈景，以黃色及綠色為主。
2022年9月，《東張西望》節目組宣布推出《東張+》，首集將於9月17日在MyTV super 專區上架。
2022年11月2日，《東張西望》收視衝破30點關口（195萬觀眾），成為該周收視最高的節目。

## 迴響
節目內容被放上無綫電視各個YouTube官方頻道，不少片段得到不俗的點擊率，包括藝人結婚、電話補習班騙案等，多條片段甚至達逾過百萬點擊率，並一度登上Youtube熱門排行榜頭10位。

2021年10月報導一女童因醫療事故變成植物人，獲得不少網民關注，報導該事故的節目主持李旻芳於訪問期間亦哽咽落淚。
2021年11月，節目採訪發生在李鄭屋邨的聾女美華事件，聾女美華發現亡父把公屋單位轉名給大廈女保安員，導致聾女無家可歸，內容備受關注。節目中，主持人林希靈與龍耳創辧人邵日贊陪同美華出席律師事務所會議，大律師進一步分析美華爭取應有業權及濟助的可能性。節目兩條片段曾分別登上YouTube熱搜榜第一位。
2021年12月，節目報導香港女演員陳彥行與75歲母親捲入涉及3000萬的保單騙局，二人因銀行經紀虛報收入而購入5份巨額儲蓄保險與1份危疾保險，共6份保單中有5份已失效，報導再次引起社會關注。2022年11月7日，本節目於11月3日跨平台直播收視突破30點，是本節目啟播以來最高收視。

## 爭議

### TVB fun 問題欠意義
2012至2013年間，《東張西望》每晚曾設一「東張西望fun fun選」環節，供觀眾以無綫的智能手機互動應用程式TVB fun，就當晚問題投選心水答案，形式近似一小型民意調查。
然而，有論調質疑環節不設獎品，難以吸引觀眾參加；而最後公布之結果只以百分比顯示，沒有顯示參加人數，其實難以就「調查」結果作解讀。

### 透過時事議題鼓吹商業投資
節目雖然表面上有講述時事議題（如老店結業、居住及通漲問題），但背後則鼓吹商業投資。
《東張西望》常透過訪問財經界人士，讓觀眾把握時機投資，從而令財富增值，並非真正關心社會議題。

### 被指不中立報道碼頭工運
2013年3月，葵青貨櫃碼頭爆發工潮，《東張西望》於4月1日的報道集中訪問貨櫃碼頭董事總經理嚴磊輝觀點，並無報道罷工原因及訪問工人代表。通訊事務管理局辦公室表示該天節目收到213宗投訴。
4月4日，《東張西望》節目中再次報道碼頭工潮，訪問了工聯會副會長黃國健，給他機會詳談工潮失蹤原因之外，亦用了超過兩分鐘時間訪問資方的HIT董事總經理嚴磊輝，給他解釋疑似承判商的Sakoma並非碼頭工人判頭，再與今次工潮劃清界線。
《東張西望》亦旁白更多次以類似《ATV焦點》式的訓斥，批評罷工行為影響勞資關係，最終令社會蒙受損失。
報道引起外界極大迴響，被網民大肆批評。通訊事務管理局就該集接獲逾1,800宗投訴，指節目節目編採取態偏頗、未有給予勞方足夠時間表達意見及借機宣傳工聯會等。
負責訪問黃國健的《東張西望》的外景主持「一蚊Joe」游茛維則被網民炮轟，但他在Instagram中表白心迹：「撐！身在曹營心在漢。」

### 呼籲藝人回巢
2013年10月末，香港電視網絡有限公司向政府申請免費電視牌照失敗；10月22日《東張西望》節目中訪問了多位TVB藝員，用了超過兩分鐘時間呼籲藝人回巢。
主持表示「歡迎返嚟我哋呢個大家庭」（歡迎回來我們這個大家庭），有藝員更表示「TVB門已經打開，家裡一家大小真需要開飯，回去無妨」、「一齊返嚟玩」（一起回來玩）、「有盆菜食呀」（有大餐吃呀）、「地球係圓㗎」（地球是圓的）、「加開好多劇呀」等等，並於節目中播出聯絡電話，呼籲舊職員致電查詢。
通訊局共接獲27宗相關投訴，主要批評無綫利用大氣電波播放求職資訊。
其後節目負責人表示，只是叫以離巢藝人回來吃盆菜，並沒有其他意思。

### 「電視牌照風雲」爭議
2013年10月末，香港電視網絡（下稱「香港電視」）未能成功申請香港免費電視牌照。同年11月5日，《東張西望》利用全集（30分鐘）的時間報道免費電視牌照的風波。節目甫開始便指出成立電視台與「單純將上網分享係差天共地兩回事」。
接着，《東張西望》以生產一架私家車比喻一家電視台的誕生，質疑香港電視節目製作只是私家車美侖美奐的外殼，電視台若只有外殼，私家車也未能運作。
主持人其後朗讀政府發牌的11項因素，羅列申請免費電視牌照的三間機構在財政、技術和頻道數目等的情況，又稱一家電視台一年需要約4,000小時的首播節目，但香港電視只有1,170小時的首播節目。
主持人甚至以Now TV和有線電視的母公司（分別為電訊盈科和九倉）的資產淨值，將香港電視比下去。
節目亦以上述兩家收費電視台的自製節目時間及香港電視前身香港寬頻bbTV的節目時間作比較，結果顯示香港電視均不敵兩家收費電視台。
節目中引述官員及行政會議成員於過往的三個星期支持發兩個牌照的言論、相關法則等，亦只引述一名市場學系教授指免費電視是公營機構，要負上社會負任，並無分析香港電視不獲發牌的原因及香港市民的意見。
節目根據2010年，本地免費電視節目服務牌照的申請書內容，提出香港電視未有清楚列明未來會提供多少條英語頻道；香港電視則指其將設1條英語頻道、1條粵語頻道及28條外購頻道。
節目完結前，主持人更聲言，有人在網絡提議罷睇現有免費電視頻道，圍堵相關立法會議員，以至將不滿情緒向現有免費電視台渲泄是無理的批評，甚或對「（本節目的）個別主持人作出人身攻擊」。就着免費電視發牌的爭議，主持人認為社會應「理性討論」、「依法辦事」。
該集節目播出後，通訊事務管理局一共得到逾25,000個電郵，投訴節目違反傳媒持平原則以及有誤導市民之嫌。無綫電視則得到22個投訴（內容包括「不夠全面」、「有點偏頗」）以及8個讚賞（內容包括報道「客觀持平」、「能讓觀眾多了解電視牌照風波的前後發展」）。無綫電視助理總經理區偉林認為觀眾的大部分投訴偏激，對被指對申請免費電視牌照的某間機構不公平表示遺憾。

### 為電視劇《西遊記》平反
2014年4月末，無綫電視在晚上八點半合家歡黃金時段播出內地電視劇《西遊記》，首集平均收視25點，第二集跌至21點（約136萬觀眾）。通訊事務管理局收到91宗投訴。《東張西望》為該劇平反，主持展示討論區讚好的留言並稱觀眾反應熱烈。

### 採訪熊本地震被指欠缺準備
2016年4月16日，日本熊本縣發生7.3級地震，《東張西望》派出攝製隊前往災區採訪，並於4月18日以「熊本連環大地震」為題作報道。
外景主持李旻芳指出，本來打算去超級市場買東西吃，但因為地震關係，食物早已被當地災民搶購，附近的商戶亦沒有外賣。
一名日本女士得知她們想吃東西時，就為她們送上飯團。有網民紛紛對此舉不滿，指攝製隊出發前準備不足，並加重當地災民負擔，令香港蒙羞。李旻芳就在Facebook專頁回應批評，拍攝後已把食物歸還。。

### 主持主張言論自由包括自我審查
2016年5月26日，男主持林溥來就近日《壹週刊》及霸王集團的官司案件報道後，反思「言論自由」，表示
「就算幾自由都好，都要有適當嘅自我審查，按當地文化同環境講適當嘅嘢」

（「不論多自由也好，也需要適當的自我審查，按當地文化和環境，說適當的東西。」）

### 探討餵哺母乳
2017年3月8日播出的《東張西望》後半集內容以探討餵哺母乳為主題。
但節目播出後，香港母乳育嬰協會翌日（3月9日）在Facebook專頁發表聲明指對報導遺憾失望，將去信通訊事務管理局投訴。
截至3月10日，通訊局已接獲141宗相關投訴。

### 夫妻墮樓主持稱凶宅是商機
2017年9月5日播出的《東張西望》，報道一對公務員夫婦墮樓事件。
除涉及事主單位之外，時間亦牽涉兩個低層平台單位，但以「凶宅」角度剖析案件對樓價的影響。
節目主持人宋熙年及林溥來為觀眾送上投資貼士，認為若放下迷信，都可視凶宅為一門商機。

### 主持疑教唆外傭以薪金換假期
2020年2月19日播出的《東張西望》，主持吳幸美提到出現了首宗菲傭確診個案，直言有不少僱主都擔心家傭會在假日外出聚會時染病，而另一位主持潘梓鋒就表示：
「其實傭主都可以考慮同佢哋嘅外傭傾下放假時間，由原本放星期日嘅就不如放閒日，減少去人多擠逼嘅地方。又或者係用薪金嚟取代假期，一齊放下假留喺屋企睇電視。」

（「其實傭主可以考慮和他們外傭商討放假時間，由原本放星期日的，就不如放周日，減少去人多擠逼的地方。又或者用薪金取代假期，一齊放假留在家裏看電視。」）
未知是否他也意識到自己講錯說話，又或是有幕後工作人員提醒他，他在節目臨完結之時，就糾正自己以上的說法，表示：
「糾正少少啦，頭先我講話用金錢去代替假期俾菲傭係唔得㗎，所以大家就唔好咁樣做喇。」

（「糾正一點，剛才我説用金錢代替假期給菲傭，是不行的，所以大家就不要這樣做了。」）

### 誤報市民違反「限聚令」
2020年4月12日《東張西望》播出了一段由觀眾提供的視頻片段。
片段可見歌手表演及市民圍觀的情況，節目主持稱有市民於「上星期六」在中環碼頭不顧政府因應新冠肺炎疫情持續，而於3月29日起實施的限聚令，四人以上在公眾地方聚集。
街頭歌手龍婷於當晚十一時在FaceBook發表聲明，指《東張西望》內容失實，影片片段拍攝的是她於3月14日的演出，她並沒有違令聚眾街演。亦有網民指出，影片片段可能是源自YouTube頻道「mk 61」於3月14日上載的一條影片的片段。
2020年4月13日，《東張西望》於節目的尾段作出道歉及澄清，指查證後，確定片段是拍攝於「限聚令」實施前。

### 報稱斑馬線不應讓行人過路
2021年9月26日《東張西望》其中一節專題討論一段行車紀錄影片。
片中私家車在斑馬線前等候過路的一對母女，後車突然加速衝過，險些撞到母女。
主持採訪香港賽車車手呂米高，節目介紹他為「交通安全顧問」。呂米高指後車「當然有錯」，但反指片主眼見行人未踏入斑馬線，不應讓行人過路，因此同樣有錯。
惟根據香港法例，雖然行人須表明自己正準備過斑馬線，但斑馬線上的行人較車輛享有優先權，司機須讓行人先行，因此網民批評呂米高「胡言亂語」。

## 獎項及提名
| 年份   | 獎項               | 單位         | 結果     |
| ------ | ------------------ | ------------ | -------- |
| 2019年 | 最佳非戲劇節目     | 《東張西望》 | 提名     |
| 2020年 | 最佳非戲劇節目     | 《東張西望》 | 獲獎     |
| 2020年 | 飛躍進步男藝員     | 林溥來       | 提名     |
| 2021年 | 最佳資訊及專題節目 | 《東張西望》 | 獲獎     |
| 2021年 | 最佳男主持         | 區永權       | 提名     |
| 2021年 | 最佳男主持         | 林溥來       | 最後五強 |
| 2021年 | 最佳男主持         | 黃耀英       | 提名     |
| 2021年 | 最佳女主持         | 朱凱婷       | 最後五強 |
| 2021年 | 最佳女主持         | 吳幸美       | 最後五強 |
| 2022年 | 最佳資訊及專題節目 | 《東張西望》 | 最後五強 |
| 2022年 | 最佳男主持         | 區永權       | 提名     |
| 2022年 | 最佳男主持         | 林溥來       | 提名     |
| 2022年 | 最佳男主持         | 黃耀英       | 提名     |
| 2022年 | 最佳男主持         | 魏柏豪       | 提名     |
| 2022年 | 最佳女主持         | 陳庭欣       | 最後十強 |
| 2022年 | 最佳女主持         | 朱凱婷       | 最後五強 |
| 2022年 | 最佳女主持         | 黎寬怡       | 提名     |
| 2022年 | 最佳女主持         | 李旻芳       | 提名     |
| 2022年 | 最佳女主持         | 利穎怡       | 提名     |
| 2022年 | 最佳女主持         | 吳幸美       | 最後五強 |
| 2022年 | 最佳女主持         | 王嘉慧       | 提名     |
| 2023年 | 最佳資訊及專題節目 | 《東張西望》 | 最後五強 |
| 2023年 | 最佳男主持         | 區永權       | 最後十強 |
| 2023年 | 最佳男主持         | 林溥來       | 最後十強 |
| 2023年 | 最佳女主持         | 吳幸美       | 最後五強 |
| 2023年 | 最佳女主持         | 陳庭欣       | 最後十強 |
| 2023年 | 最佳女主持         | 朱凱婷       | 提名     |
| 2023年 | 最佳女主持         | 何沛珈       | 提名     |
| 2023年 | 最佳女主持         | 黎寬怡       | 提名     |
| 2023年 | 最佳女主持         | 林映輝       | 提名     |
| 2023年 | 最佳女主持         | 梁敏巧       | 提名     |
| 2023年 | 最佳女主持         | 李旻芳       | 提名     |
| 2023年 | 最佳女主持         | 廖倬竩       | 提名     |
| 2023年 | 最佳女主持         | 王嘉慧       | 提名     |
| 2023年 | 專業精神獎         | 《東張西望》 | 獲獎     |
| 2024年 | 最佳資訊及專題節目 | 《東張西望》 | 獲獎     |
| 2024年 | 最佳男主持         | 區永權       | 獲獎     |
| 2024年 | 最佳男主持         | 林溥來       | 最後五強 |
| 2024年 | 最佳男主持         | 黃耀英       | 提名     |
| 2024年 | 最佳女主持         | 朱凱婷       | 最後五強 |
| 2024年 | 最佳女主持         | 吳幸美       | 最後五強 |
| 2024年 | 最佳女主持         | 陳庭欣       | 最後十強 |
| 2024年 | 最佳女主持         | 陳懿德       | 最後十強 |
| 2024年 | 最佳女主持         | 何沛珈       | 最後十強 |
| 2024年 | 最佳女主持         | 梁敏巧       | 提名     |
| 2024年 | 最佳女主持         | 李旻芳       | 提名     |

## 外部連結
- 《東張西望》myTV SUPER線上看
- 《東張西望》 北美TVB網上串流平台 免費點播！ （页面存档备份，存于）
- 《東張西望》- 主頁 - tvb.com （页面存档备份，存于）
- 《東張西望》- TVB Official YouTube （页面存档备份，存于）
- 《東張西望》最新消息 - Instagram
- 《東張西望》 - encoreTVB （页面存档备份，存于）